# Арсес
Арсес (Arses, гръцка форма от персийски „arsēn“ – мъжествен), понякога обозначаван като Артаксеркс IV, е владетел (Велик цар) на Ахеменидска Персия от 338 до 336 пр.н.е.

## Управление
Най-младият син на Артаксеркс III и Атоса, Арсес идва на власт неочаквано, благодарение на заговора на евнуха Багоаз, който отравя Артаксеркс III и след това екзекутира почти цялото семейство на Ахеменидите. В продължение на около две години Арсес е бездейна марионетка на трона, като през това време започват размирици в Египет, а македонският цар Филип II подготвя инвазия в Мала Азия.
Арсес е изцяло подвластен на евнуха Багоаз, който в крайна сметка го отстранява и заменя на трона с Дарий III. Името на Арсес е споменато с проклятие във вавилонските хроники.